# كبل التحكم

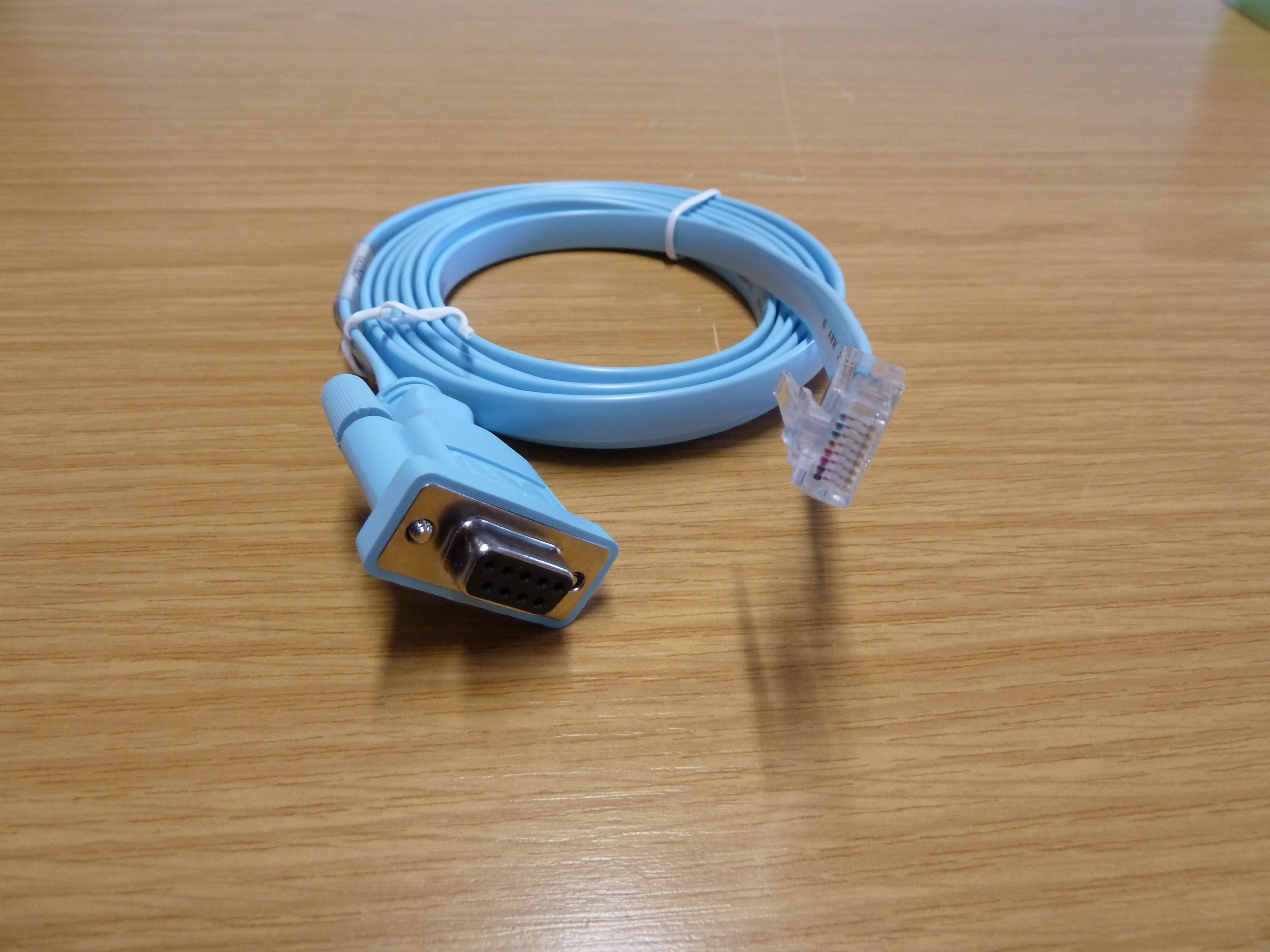
كابل وحدة تحكم سيسكو

كبل التحكم (يُعرف أيضًا  بكبل Cisco أو كبل وحدة التحكم ) ومن الشائع استخدام اللفظ الإنجليزي في اللغة العربية أيضاً ( كبل الكونسول). وهو نوع من الأكبال  يستخدم غالبًا لتوصيل الكمبيوتر بمنفذ وحدة التحكم بجهاز التوجيه (الراوتر). عادةً ما يكون هذا الكبل مسطحًا (ولونه أزرق فاتح) للمساعدة في تمييزه عن الأنواع الأخرى من كابلات الشبكة.
تم اختراع نظام الكابلات هذا لإزالة الاختلافات في أنظمة الأسلاك RS-232 . يمكن توصيل أي نظامين من أجهزة RS-232 مباشرةً بكابل تحكم  قياسي  مع موصل قياسي. بالنسبة للمعدات القديمة ، يتم توصيل المحول بشكل دائم بالمنفذ القديم .